# Mein Name ist Bach
Mein Name ist Bach é um filme de drama biográfico helvético-franco-alemão de 2004 dirigido por Dominique de Rivaz. Foi selecionado como representante da Suíça à edição do Oscar 2005, organizada pela Academia de Artes e Ciências Cinematográficas.
O filme narra o encontro do compositor Johann Sebastian Bach com o imperador da Prússia Frederico 2º em 1747, que teria dado origem à obra Oferenda Musical.

## Elenco
- Jürgen Vogel
- Vadim Glowna